# Segunda Categoría de Ecuador 2025
La Segunda Categoría 2025, llamado oficialmente «Ascenso Nacional Ecuabet 2025», será la edición N.º 52 de la Segunda Categoría del fútbol ecuatoriano, este torneo es el tercer escalafón en la pirámide del fútbol ecuatoriano en la temporada 2025 por detrás de la Serie A y Serie B, las fases finales comenzarán a disputarse en septiembre y finalizarán en diciembre de 2025.
En 1967, se denominó Segunda División Ecuatoriana de Fútbol ya que aún no se formaba la Serie B en los años 1967-1970. En los años 1968-1974, se jugó los campeonatos provinciales tras la desaparición de la Segunda División Ecuatoriana de Fútbol. En los años 1973 y 1983-1988 se desarrolló como el segundo nivel del fútbol ecuatoriano tras la desaparición de la Serie B y retomando su antiguo nombre. El torneo actualmente comprende de dos etapas: el primer semestre del año se juegan los campeonatos provinciales, y en el segundo semestre las fases nacionales de play-offs.

## Sistema de campeonato
El sistema de campeonato fue confirmado por parte del Congreso Ordinario y Comité Ejecutivo de la FEF, ahí las diferentes asociaciones ratificaron el sistema de campeonato, el formato fue cambiado en la temporada 2020, se eliminó las fases de zonales, cuadrangulares semifinales y final y se lo reemplazó con play-offs ida y vuelta, para esta edición se mantuvo el número de participantes desde la fase nacional, serán 64 equipos que competirán desde treintaidosavos de final hasta la final, es decir la asignación de cupos a cada asociación dependerá del número total de equipos participantes. La distribución de los cupos para cada asociación en el torneo de Segunda Categoría 2025 será confirmado por parte de la FEF una vez finalizada la fase provincial y los clubes remitan la documentación correspondiente.
Fase provincial (primera etapa)
- La primera fase está conformada por 22 asociaciones provinciales de fútbol, cada asociación tiene su propio formato de clasificación.
- Para esta edición por octavo año consecutivo, la asociación de Napo se encuentra inactiva por no tener el número mínimo de clubes requerido para ser parte de la FEF.
- Galápagos es la única provincia que no tiene una asociación afiliada a la FEF, por lo tanto no participa en el torneo.
- La asignación de cupos se hace en base a la cantidad de equipos que cumplan con los requisitos jurídicos y legales en el tiempo establecido.

| N.° | Asociación       | Clubes | Campeonato |
| --- | ---------------- | ------ | ---------- |
| 1   | Guayas           | 31     | Detalle    |
| 2   | Manabí           | 24     | Detalle    |
| 3   | Pichincha        | 22     | Detalle    |
| 4   | Azuay            | 18     | Detalle    |
| 5   | Santa Elena      | 13     | Detalle    |
| 6   | Cotopaxi         | 12     | Detalle    |
| 7   | Los Ríos         | 12     | Detalle    |
| 8   | Chimborazo       | 10     | Detalle    |
| 9   | El Oro           | 10     | Detalle    |
| 10  | Tungurahua       | 10     | Detalle    |
| 11  | Cañar            | 9      | Detalle    |
| 12  | Esmeraldas       | 8      | Detalle    |
| 13  | Bolívar          | 8      | Detalle    |
| 14  | Santo Domingo    | 8      | Detalle    |
| 15  | Pastaza          | 6      | Detalle    |
| 16  | Imbabura         | 6      | Detalle    |
| 17  | Loja             | 5      | Detalle    |
| 18  | Sucumbíos        | 5      | Detalle    |
| 19  | Zamora Chinchipe | 5      | Detalle    |
| 20  | Orellana         | 4      | Detalle    |
| 21  | Carchi           | 3      | Detalle    |
| 22  | Morona Santiago  | 3      | Detalle    |
| 23  | Galápagos        | 0      | —          |
| 24  | Napo             | 0      | —          |

Fase nacional (fase play-offs)
- Los 64 equipos clasificados de los torneos provinciales son emparejados por sorteo en llaves ida y vuelta de eliminación directa.
- La Fase nacional consta de 6 etapas:
  - Treintaidosavos de final
  - Dieciseisavos de final
  - Octavos de final
  - Cuartos de final
  - Semifinales
  - Final
- En las dos primeras fases eliminatorias no se pueden enfrentar equipos de la misma provincia.
- La Final es la única fase que se juega a partido único en cancha neutral.
- El campeón y subcampeón ascienden a la Serie B 2026.

## Goleadores
- Actualizado en 2025.

| Jugador | Equipo | Goles | Penalti |
| ------- | ------ | ----- | ------- |
| 1. TBD  | TBD    | -     | -       |
| 2. TBD  | TBD    | -     | -       |
| 3. TBD  | TBD    | -     | -       |
| 4. TBD  | TBD    | -     | -       |
| 5. TBD  | TBD    | -     | -       |
| 6. TBD  | TBD    | -     | -       |
| 7. TBD  | TBD    | -     | -       |
| 8. TBD  | TBD    | -     | -       |
| 9. TBD  | TBD    | -     | -       |
| 10. TBD | TBD    | -     | -       |